# Lista jucătorilor de la Aston Villa

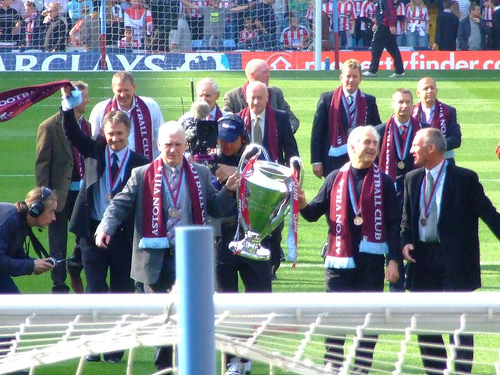
Jucători care au triumfat în finala din 1982: Jimmy Rimmer, Kenny Swain, Allan Evans, Ken McNaught, Gary Williams, Des Bremner, Gordon Cowans, Dennis Mortimer, Gary Shaw, Tony Morley, Peter Withe și Nigel Spink

Aceasta este o listă cu jucători de fotbal importanți care au evoluat pentru Aston Villa. În general, acest lucru înseamnă că aceștia au jucat cel puțin 125 de meciuri de primă-mână pentru club. Totuși sunt incluși și unii jucători care au mai puține meciuri; printre aceștia se numără fondatorii clubului, fotbaliști care au evoluat în era pre-Football League, atunci când se jucau mai puține meciuri într-un sezon și jucători care au avut contribuții importante pentru istoria clubului.
Jucătorii sunt incluși în listă după data în care și-au făcut debutul pentru Aston Villa. De asemenea nu se punctează decât aparițiile în meciurile oficiale; meciurile din timpul războaielor sunt excluse.

## Jucători importanți
Aston Villa Hall of Fame - jucători considerați ca cei mai buni din istorie
     Căpitanii clubului care au câștigat o competiție
     Jucători care dețin un record
     Jucători care au jucat numai la Aston Villa
(n/a) = Informații indisponibile
| Nume                | Naționalitate   | Poziție          | Perioada în care a evoluat pentru Villa | Perioada în care a fost căpitanul echipei | Meciuri | Goluri | Note              |
| ------------------- | --------------- | ---------------- | --------------------------------------- | ----------------------------------------- | ------- | ------ | ----------------- |
| Walter H. Price     | Anglia          | Fundaș           | 1874 -                                  | 1874–1876                                 | n/a     | n/a    | [ 2 ] [ 3 ]       |
| George Ramsay       | Scoția          | Atacant          | 1876–1882                               | 1876–1882                                 | n/a     | n/a    | –                 |
| Archie Hunter       | Scoția          | Atacant          | 1878–1890                               | 1884–1890                                 | 73      | 42     | [ 4 ] [ 5 ]       |
| Gershom Cox         | Anglia          | Fundaș           | 1878–1893                               | –                                         | 101     | 0      | –                 |
| Howard Vaughton     | Anglia          | Atacant          | 1880–1888                               | –                                         | 26      | 15     | –                 |
| Albert Arthur Brown | Anglia          | Atacant          | 1884–1894                               | –                                         | 114     | 58     | [ 6 ]             |
| Dennis Hodgetts     | Anglia          | Mijlocaș         | 1886–1896                               | –                                         | 215     | 91     | –                 |
| James Cowan         | Scoția          | Mijlocaș         | 1889–1902                               | –                                         | 354     | 27     | –                 |
| Charlie Athersmith  | Anglia          | Mijlocaș         | 1891–1901                               | –                                         | 307     | 85     | –                 |
| John Devey          | Anglia          | Atacant          | 1891–1902                               | 1891–1898                                 | 304     | 186    | [ 7 ] [ 8 ] [ 9 ] |
| Howard Spencer      | Anglia          | Fundaș           | 1892–1907                               | 1902–1906                                 | 292     | 2      | [ 10 ]            |
| Jack Reynolds       | Anglia          | Mijlocaș         | 1893–1897                               | –                                         | 110     | 17     | –                 |
| Stephen Smith       | Anglia          | Atacant          | 1893–1901                               | –                                         | 184     | 42     | –                 |
| Jimmy Crabtree      | Anglia          | Fundaș           | 1895–1904                               | 1898–1902                                 | 200     | 7      | [ 11 ]            |
| Fred Wheldon        | Anglia          | Atacant          | 1896–1900                               | –                                         | 137     | 74     | –                 |
| Billy George        | Anglia          | Portar           | 1897–1911                               | –                                         | 402     | 0      | –                 |
| Billy Garraty       | Anglia          | Atacant          | 1897–1908                               | –                                         | 255     | 111    | –                 |
| Tommy Bowman        | Scoția          | Mijlocaș         | 1897–1901                               | –                                         | 113     | 2      | –                 |
| Albert Wilkes       | Anglia          | Mijlocaș         | 1898–1907                               | –                                         | 157     | 8      | –                 |
| Joe Pearson         | Anglia          | Mijlocaș         | 1900–1908                               | –                                         | 118     | 7      | –                 |
| Joe Bache           | Anglia          | Atacant          | 1900–1914                               | 1906–1914                                 | 474     | 154    | [ 4 ] [ 8 ]       |
| Alf Miles           | Anglia          | Fundaș           | 1902–1914                               | –                                         | 269     | 0      | –                 |
| Alex Leake          | Anglia          | Mijlocaș         | 1902–1907                               | –                                         | 140     | 9      | –                 |
| Albert Hall         | Anglia          | Atacant          | 1903–1913                               | –                                         | 214     | 62     | –                 |
| Harry Hampton       | Anglia          | Atacant          | 1904–1920                               | –                                         | 376     | 242    | [ 12 ]            |
| James Logan         | Scoția          | Fundaș           | 1905–1912                               | –                                         | 157     | 4      | –                 |
| George Tranter      | Anglia          | Mijlocaș         | 1905–1915                               | –                                         | 174     | 1      | –                 |
| Chris Buckley       | Anglia          | Atacant          | 1906–1914                               | –                                         | 143     | 3      | –                 |
| Charlie Wallace     | Anglia          | Atacant          | 1907–1921                               | –                                         | 349     | 57     | –                 |
| Clem Stephenson     | Anglia          | Atacant          | 1910–1921                               | –                                         | 216     | 96     | [ 5 ]             |
| James Harrop        | Anglia          | Fundaș           | 1912–1921                               | –                                         | 171     | 4      | –                 |
| Andy Ducat          | Anglia          | Mijlocaș         | 1912–1921                               | 1919–1921                                 | 87      | 4      | [ 4 ]             |
| Sam Hardy           | Anglia          | Portar           | 1912–1921                               | –                                         | 183     | 0      | [ 5 ]             |
| Frank Moss          | Anglia          | Mijlocaș         | 1914–1929                               | 1921–1927                                 | 283     | 9      | –                 |
| Richard York        | Anglia          | Atacant          | 1915–1931                               | –                                         | 390     | 86     | –                 |
| Danny Blair         | Scoția          | Fundaș           | 1931–1936                               | –                                         | 138     | 0      | –                 |
| Arthur Dorrell      | Anglia          | Atacant          | 1919–1931                               | –                                         | 390     | 65     |                   |
| Frank Barson        | Anglia          | Mijlocaș         | 1919–1922                               | –                                         | 108     | 10     | –                 |
| Tommy Jackson       | Anglia          | Portar           | 1919–1930                               | –                                         | 186     | 0      | –                 |
| Billy Kirton        | Anglia          | Atacant          | 1919–1928                               | –                                         | 261     | 59     | –                 |
| Billy Walker        | Anglia          | Atacant          | 1919–1933                               | 1927–1933                                 | 531     | 244    | [ 13 ] [ 14 ]     |
| George Blackburn    | Anglia          | Mijlocaș         | 1920–1926                               | –                                         | 145     | 2      | –                 |
| Tommy Smart         | Anglia          | Fundaș           | 1920–1934                               | –                                         | 452     | 8      | –                 |
| Len Capewell        | Anglia          | Atacant          | 1921–1930                               | –                                         | 156     | 100    | –                 |
| Vic Milne           | Scoția          | Fundaș           | 1923–1929                               | –                                         | 175     | 1      | –                 |
| Alec Talbot         | Anglia          | Fundaș           | 1923–1936                               | 1933–1934                                 | 263     | 7      | –                 |
| Teddy Bowen         | Anglia          | Fundaș           | 1923–1934                               | –                                         | 199     | 0      | –                 |
| Joe Tate            | Anglia          | Mijlocaș         | 1925–1935                               | –                                         | 193     | 4      | –                 |
| Billy Kingdon       | Anglia          | Mijlocaș         | 1926–1936                               | –                                         | 241     | 5      | –                 |
| Joseph Beresford    | Anglia          | Atacant          | 1927–1935                               | –                                         | 251     | 73     | –                 |
| Eric Houghton       | Anglia          | Atacant          | 1927–1946                               | 1934–1936                                 | 392     | 170    | –                 |
| Tom Waring          | Anglia          | Atacant          | 1928–1935                               | –                                         | 226     | 167    | [ 15 ]            |
| George Brown        | Anglia          | Atacant          | 1929–1934                               | –                                         | 126     | 89     | –                 |
| Ernie Callaghan     | Anglia          | Fundaș           | 1930–1947                               | –                                         | 142     | 0      | [ 16 ]            |
| Harry Morton        | Anglia          | Portar           | 1930–1937                               | –                                         | 207     | 0      | –                 |
| Fred Biddlestone    | Anglia          | Portar           | 1930–1939                               | –                                         | 160     | 0      | –                 |
| Dai Astley          | Țara Galilor    | Atacant          | 1931–1936                               | –                                         | 173     | 100    | –                 |
| Frank Broome        | Anglia          | Atacant          | 1934–1946                               | –                                         | 151     | 90     | –                 |
| James Allen         | Anglia          | Mijlocaș         | 1934–(n/a)                              | –                                         | 160     | 3      | –                 |
| George Cummings     | Scoția          | Fundaș           | 1935–1949                               | 1938–1939                                 | 232     | 0      | –                 |
| Tom Griffiths       | Țara Galilor    | Mijlocaș         | 1935–1939                               | 1936–1937                                 | 67      | 1      | –                 |
| Alex Massie         | Scoția          | Mijlocaș         | 1935–1945                               | 1937–1938                                 | 152     | 5      | [ 17 ]            |
| Bob Iverson         | Anglia          | Fundaș           | 1936–1948                               | –                                         | 153     | 12     | –                 |
| Billy Goffin        | Anglia          | Atacant          | 1937–1954                               | –                                         | 173     | 42     | –                 |
| George Edwards      | Anglia          | Atacant          | 1938–1956                               | –                                         | 152     | 41     | –                 |
| Frank Moss          | Anglia          | Mijlocaș         | 1938–1951                               | –                                         | 313     | 3      | –                 |
| Harry Parkes        | Anglia          | Fundaș           | 1939–1955                               | –                                         | 345     | 4      | –                 |
| Joe Rutherford      | Anglia          | Portar           | 1939–1951                               | –                                         | 156     | 0      | –                 |
| Johnny Dixon        | Anglia          | Atacant          | 1945–1961                               | 1955–1959                                 | 430     | 144    | [ 4 ]             |
| Leslie Smith        | Anglia          | Atacant          | 1945–1952                               | –                                         | 197     | 37     | –                 |
| Dicky Dorsett       | Anglia          | Fundaș           | 1946–1953                               | 1949–1951                                 | 271     | 36     | –                 |
| Keith Jones         | Anglia          | Portar           | 1946–1957                               | –                                         | 199     | 0      | –                 |
| Trevor Ford         | Țara Galilor    | Atacant          | 1947–1950                               | –                                         | 128     | 61     | [ 5 ]             |
| Peter Aldis         | Anglia          | Fundaș           | 1948–1960                               | –                                         | 294     | 1      | –                 |
| Con Martin          | Irlanda         | Portar           | 1948–1956                               | –                                         | 213     | 1      | –                 |
| Colin Gibson        | Anglia          | Atacant          | 1949–1956                               | –                                         | 167     | 26     | –                 |
| Stan Lynn           | Anglia          | Fundaș           | 1950–1961                               | –                                         | 323     | 38     | –                 |
| Tommy Thompson      | Anglia          | Atacant          | 1950–1955                               | –                                         | 165     | 75     | –                 |
| Vic Crowe           | Țara Galilor    | Mijlocaș         | 1951–1964                               | 1959–1964                                 | 351     | 12     | [ 17 ] [ 18 ]     |
| Danny Blanchflower  | Irlanda de Nord | Mijlocaș         | 1951–1954                               | 1951–1954                                 | 155     | 10     | [ 5 ]             |
| Peter McParland     | Irlanda de Nord | Atacant          | 1952–1962                               | –                                         | 340     | 120    | [ 19 ]            |
| Gordon Lee          | Anglia          | Fundaș           | 1955–1966                               | –                                         | 142     | 2      | –                 |
| Pat Saward          | Irlanda         | Fundaș           | 1955–1961                               | –                                         | 168     | 2      | –                 |
| Jackie Sewell       | Anglia          | Atacant          | 1955–1959                               | –                                         | 144     | 40     | –                 |
| Harry Burrows       | Anglia          | Atacant          | 1956–1965                               | –                                         | 181     | 73     | –                 |
| Alan Deakin         | Anglia          | Mijlocaș         | 1956–1969                               | 1964–1969                                 | 270     | 9      | –                 |
| Jimmy Dugdale       | Anglia          | Fundaș           | 1956–1962                               | –                                         | 244     | 3      | –                 |
| Nigel Sims          | Anglia          | Portar           | 1956–1964                               | –                                         | 308     | 0      | –                 |
| Leslie Smith        | Anglia          | Atacant          | 1956–1960                               | –                                         | 129     | 25     | –                 |
| Mike Tindall        | Anglia          | Mijlocaș         | 1956–1961                               | –                                         | 134     | 4      | –                 |
| Gerry Hitchens      | Anglia          | Atacant          | 1957–1961                               | –                                         | 160     | 96     | –                 |
| Ron Wylie           | Scoția          | Mijlocaș Atacant | 1958–1965                               | –                                         | 244     | 28     | –                 |
| Charlie Aitken      | Scoția          | Fundaș           | 1959–1976                               | 1966–1973                                 | 660     | 16     | [ 20 ] [ 21 ]     |
| Bobby Thomson       | Scoția          | Atacant          | 1959–1963                               | –                                         | 171     | 70     | –                 |
| Jimmy MacEwan       | Scoția          | Atacant          | 1959–1966                               | –                                         | 181     | 31     | –                 |
| John Sleeuwenhoek   | Anglia          | Fundaș           | 1961–1967                               | –                                         | 260     | 1      | –                 |
| Lew Chatterley      | Anglia          | Fundaș Mijlocaș  | 1960–1971                               | –                                         | 160     | 27     | –                 |
| Phil Woosnam        | Țara Galilor    | Atacant          | 1962–1966                               | –                                         | 125     | 30     | –                 |
| Mick Wright         | Anglia          | Fundaș           | 1962–1973                               | –                                         | 315     | 1      | –                 |
| Keith Bradley       | Anglia          | Fundaș Mijlocaș  | 1962–1972                               | –                                         | 135     | 9      | –                 |
| Tony Hateley        | Anglia          | Atacant          | 1963–1966                               | –                                         | 148     | 86     | –                 |
| William Anderson    | Anglia          | Atacant          | 1967–1973                               | –                                         | 263     | 45     | –                 |
| Brian Godfrey       | Anglia          | Mijlocaș Atacant | 1967–1971                               | –                                         | 260     | 25     | –                 |
| Ian Hamilton        | Anglia          | Atacant          | 1969–1976                               | –                                         | 234     | 48     | –                 |
| Pat McMahon         | Scoția          | Mijlocaș         | 1969–1976                               | –                                         | 149     | 30     | –                 |
| Bruce Rioch         | Scoția          | Mijlocaș         | 1969–1974                               | –                                         | 175     | 37     | –                 |
| Brian Little        | Anglia          | Atacant          | 1970–1979                               | –                                         | 301     | 82     | –                 |
| Andy Lochhead       | Scoția          | Atacant          | 1970–1973                               | –                                         | 153     | 47     | –                 |
| Ray Graydon         | Anglia          | Atacant          | 1971–1977                               | –                                         | 230     | 81     | –                 |
| Jimmy Gibson        | Anglia          | Fundaș           | 1971–1979                               | –                                         | 197     | 9      | –                 |
| James Cumbes        | Anglia          | Portar           | 1971–1976                               | –                                         | 182     | 0      | –                 |
| Chris Nicholl       | Anglia          | Fundaș           | 1972–1977                               | 1976–1977                                 | 251     | 20     | [ 18 ]            |
| John Robson         | Anglia          | Fundaș           | 1972–1978                               | –                                         | 176     | 1      | –                 |
| Ian Ross            | Scoția          | Fundaș           | 1972–1976                               | 1974–1976                                 | 204     | 3      | [ 18 ]            |
| John Deehan         | Anglia          | Mijlocaș         | 1973–1979                               | –                                         | 139     | 51     | –                 |
| Leighton Phillips   | Țara Galilor    | Fundaș           | 1974–1978                               | –                                         | 175     | 4      | –                 |
| Frank Carrodus      | Anglia          | Mijlocaș         | 1974–1979                               | –                                         | 196     | 100    | –                 |
| Andy Gray           | Scoția          | Atacant          | 1975–1979 1985–1987                     | –                                         | 209     | 78     | [ 22 ] [ 23 ]     |
| Gary Williams       | Anglia          | Fundaș           | 1975–1987                               | –                                         | 303     | 2      | –                 |
| Dennis Mortimer     | Anglia          | Mijlocaș         | 1975–1985                               | 1977–1984                                 | 406     | 36     | [ 8 ] [ 24 ]      |
| Gordon Cowans       | Anglia          | Mijlocaș         | 1976–1985 1993–1994                     | –                                         | 528     | 59     | [ 25 ]            |
| Colin Gibson        | Anglia          | Fundaș           | 1976–1985                               | –                                         | 238     | 17     | –                 |
| Jimmy Rimmer        | Anglia          | Portar           | 1977–1983                               | –                                         | 287     | 0      | –                 |
| Allan Evans         | Scoția          | Fundaș           | 1977–1989                               | 1984–1989                                 | 469     | 62     | –                 |
| Ken McNaught        | Scoția          | Fundaș           | 1977–1983                               | –                                         | 259     | 14     | –                 |
| Nigel Spink         | Anglia          | Portar           | 1977–1996                               | –                                         | 460     | 0      | –                 |
| Brendan Ormsby      | Anglia          | Fundaș           | 1978–1986                               | –                                         | 140     | 7      | –                 |
| Gary Shaw           | Anglia          | Atacant          | 1978–1988                               | –                                         | 165     | 78     | [ 23 ]            |
| Kenny Swain         | Anglia          | Fundaș           | 1978–1983                               | –                                         | 178     | 2      | –                 |
| Paul Birch          | Anglia          | Mijlocaș         | 1978–1991                               | –                                         | 188     | 25     | –                 |
| Des Bremner         | Scoția          | Mijlocaș         | 1979–1984                               | –                                         | 226     | 10     | –                 |
| Tony Morley         | Anglia          | Mijlocaș         | 1979–1983                               | –                                         | 179     | 34     | –                 |
| Kevin Gage          | Anglia          | Fundaș           | 1879–1992                               | –                                         | 145     | 12     | –                 |
| Peter Withe         | Anglia          | Atacant          | 1980–1985                               | –                                         | 182     | 90     | –                 |
| Mark Walters        | Anglia          | Mijlocaș         | 1981–1987                               | –                                         | 224     | 48     | –                 |
| Tony Daley          | Anglia          | Mijlocaș         | 1985–1994                               | –                                         | 290     | 38     | –                 |
| Stuart Gray         | Anglia          | Mijlocaș         | 1987–1991                               | 1989–1991                                 | 132     | 15     | –                 |
| Alan McInally       | Scoția          | Atacant          | 1987–1989                               | –                                         | 63      | 28     | –                 |
| David Platt         | Anglia          | Mijlocaș         | 1988–1991                               | –                                         | 145     | 68     | [ 22 ]            |
| Chris Price         | Anglia          | Fundaș           | 1988–1992                               | –                                         | 142     | 4      | –                 |
| Paul McGrath        | Irlanda         | Fundaș           | 1989–1996                               | –                                         | 321     | 10     | [ 5 ] [ 22 ]      |
| Dwight Yorke        | Trinidad-Tobago | Atacant          | 1989–1998                               | –                                         | 288     | 97     | –                 |
| Dalian Atkinson     | Anglia          | Atacant          | 1989–1995                               | –                                         | 121     | 38     | –                 |
| Steve Staunton      | Irlanda         | Fundaș           | 1991–1998 2000–2003                     | 2002–2003                                 | 350     | 19     | –                 |
| Ugo Ehiogu          | Anglia          | Fundaș           | 1991–2000                               | –                                         | 285     | 17     | –                 |
| Kevin Richardson    | Anglia          | Mijlocaș         | 1991–1995                               | 1992–1995                                 | 188     | 16     | [ 18 ]            |
| Shaun Teale         | Anglia          | Fundaș           | 1991–1995                               | –                                         | 185     | 5      | –                 |
| Dean Saunders       | Țara Galilor    | Atacant          | 1992–1995                               | –                                         | 142     | 49     | –                 |
| Earl Barrett        | Anglia          | Fundaș           | 1992–1995                               | –                                         | 132     | 2      | –                 |
| Mark Bosnich        | Australia       | Portar           | 1992–1999                               | –                                         | 227     | 0      | –                 |
| Andy Townsend       | Irlanda         | Mijlocaș         | 1993–1997                               | 1995–1997                                 | 177     | 11     | [ 18 ]            |
| Lee Hendrie         | Anglia          | Mijlocaș         | 1993–2007                               | –                                         | 308     | 32     | –                 |
| Ian Taylor          | Anglia          | Mijlocaș         | 1994–2003                               | –                                         | 293     | 43     | –                 |
| Savo Milošević      | Serbia          | Atacant          | 1995–1998                               | –                                         | 117     | 34     | –                 |
| Mark Draper         | Anglia          | Mijlocaș         | 1995–2000                               | –                                         | 141     | 14     | –                 |
| Gareth Southgate    | Anglia          | Fundaș           | 1995–2001                               | 1997–2001                                 | 244     | 9      | –                 |
| Alan Wright         | Anglia          | Fundaș           | 1995–2003                               | –                                         | 331     | 5      | –                 |
| Darius Vassell      | Anglia          | Atacant          | 1997–2005                               | –                                         | 162     | 35     | –                 |
| Jlloyd Samuel       | Anglia          | Fundaș           | 1997–2007                               | –                                         | 199     | 3      | –                 |
| Gareth Barry        | Anglia          | Fundaș Mijlocaș  | 1997–                                   | 2006–                                     | 383     | 36     | [ 26 ]            |
| Dion Dublin         | Anglia          | Fundaș Atacant   | 1998–2004                               | –                                         | 190     | 59     | –                 |
| Paul Merson         | Anglia          | Mijlocaș         | 1998–2002                               | 2001–2002                                 | 145     | 19     | [ 27 ]            |
| Mark Delaney        | Țara Galilor    | Fundaș           | 1999–2007                               | –                                         | 193     | 2      | –                 |
| George Boateng      | Țările de Jos   | Mijlocaș         | 1999–2002                               | –                                         | 127     | 5      | –                 |
| Thomas Hitzlsperger | Germania        | Mijlocaș         | 2000–2005                               | –                                         | 99      | 8      | –                 |
| Juan Pablo Ángel    | Columbia        | Atacant          | 2001–2007                               | –                                         | 205     | 66     | –                 |
| Olof Mellberg       | Suedia          | Fundaș           | 2001–                                   | 2003–2006                                 | 241     | 7      | [ 28 ]            |
| Gavin McCann        | Anglia          | Mijlocaș         | 2003–2007                               | –                                         | 129     | 5      | –                 |
| Thomas Sørensen     | Danemarca       | Portar           | 2003–                                   | –                                         | 158     | 0      | –                 |
| Luke Moore          | Anglia          | Atacant          | 2003–                                   | –                                         | 148     | 30     | –                 |